# IFPI Greece
IFPI Greece (Ένωση Ελλήνων Παραγωγών Ηχογραφημάτων) is het nationale bedrijf dat de hitlijsten van Griekenland verzorgd. De lijsten worden wekelijks samengesteld door de International Federation of the Phonographic Industry (IFPI). De eerste albumlijst dateert uit 1989.